# 西元79年維蘇威火山爆發
西元79年維蘇威火山爆發是指發生西元79年，位於現今義大利坎帕尼亞大區的複式火山維蘇威火山爆發，這是歷史上最致命的火山爆發之一。 維蘇威火山猛烈噴發出超高溫的火山碎屑雲與火山氣體，雲柱高達33公里，並以每秒150萬噸的速率噴出熔岩、浮石與火山灰，釋放出的熱能相當於廣島與長崎原子彈爆炸總量的十萬倍。 這場事件成為普林尼式火山噴發的命名來源，其特徵為熱氣體與火山灰形成的高空柱狀雲直達平流層；但此次爆發同時也包含與佩雷式火山噴發相關的火山碎屑流。
這次爆發摧毀了多座區域內的古羅馬城鎮與聚落。最著名的城市包含龐貝與赫庫蘭尼姆，兩地均被強烈的火山碎屑雲與凝灰岩覆蓋並埋沒。後人的考古挖掘揭示了這些城市及其居民生活的諸多細節，使該地區被劃為維蘇威國家公園，並列入聯合國教科文組織世界遺產。
事發期間，這兩座城市的總人口超過20,000人。龐貝與赫庫蘭尼姆共發現超過1,500具遺骸，但此次爆發造成的總死亡人數至今仍不明。

## 火山爆發日期

維蘇威火山爆發所影響的龐貝、赫庫蘭尼姆與其他城市。黑色雲層代表火山灰、浮石與煤渣的大致分布。圖中顯示現代海岸線；小普林尼當時位於米塞諾。

西元79年維蘇威火山爆發的日期，傳統上依據《小普林尼書信》推定。火山學與古代史料多次記載這場災難，但具體爆發時間始終存在爭議。一世紀猶太歷史學家弗拉維奧·約瑟夫斯在《猶太古史》中提到，爆發發生於「提圖斯凱撒在位期間」；第二世紀史家苏埃托尼乌斯亦在《提圖斯傳》中記錄：「其統治期間曾遭遇數場重大災難，包括坎帕尼亞地區的維蘇威火山噴發」。距離事件發生逾百年後，羅馬史學家卡西乌斯·狄奥於《羅馬史》（1925年洛布古典丛书譯本）中記載：「坎帕尼亞出現一場非比尋常的災禍；於夏末時分突然爆發大火」。

### 8月24日說
根據目前被視為最可靠的手稿版本，《小普林尼書信》中記載的火山爆發日期為「nonum kalendas Septembres」，意為「九月卡倫德日前第九日」，換算為現代曆法即8月24日。該書信寫於火山爆發約25年後，而最早的印刷版本可追溯至1508年。然而，由於這些文獻歷經中世紀超過千年的手抄傳播，原始日期極可能遭到篡改。手稿學者指出，根據不同抄本版本，信中所提日期可能原為8月24日、10月30日、11月1日或11月23日，這種分歧源於羅馬人複雜的日曆書寫方式，以及抄寫時期對拉丁語用法的誤解。儘管如此，自龐貝與赫庫蘭尼姆遺址出土以來，8月24日即成為學界與大眾接受的標準日期。
從18世紀末開始，部分考古學者便對此提出質疑。1797年，研究者卡洛·羅西尼在研究早期挖掘成果時即指出，遺址中出土了如炭火盆與秋季果實等物品，顯示災難可能發生於夏季之後。至20世紀，多項與夏季氣候不符的考古發現陸續出現，引發對傳統日期的新一輪討論，推測噴發或許發生於十月或十一月之間。
2022年，學者重新檢視《小普林尼書信》的語言與抄本系統，認為該信的內容與措辭僅能支持「8月24日」的日期，並無足夠依據指向其他時間。

### 10月24日說
1990年與2001年，考古學家於龐貝發現更多與秋季相關的物證，包括石榴等當季果實、穿著厚重衣物的遇難者遺骸，以及裝滿葡萄酒的大型陶罐，顯示火山可能在葡萄收成之後才爆發。此外，2007年針對坎帕尼亞地區風向的研究指出，西元79年維蘇威火山噴發後火山碎屑的分布路徑與秋季主導風向一致，而與夏季的西向風向（介於西南至西北之間）不符。
在金幣學方面，龐貝金手鐲之家出土的兩枚提圖斯皇帝時期早期銅幣提供了時間的間接線索。根據英國博物館錢幣學家理察·阿布迪（Richard Abdy）分析，這些硬幣的鑄造時間介於提圖斯即位日（79年6月24日）至9月1日之間。由於這類銅幣通常在鑄造後數週內流通至地方城市，因此推測災難發生應晚於9月初，使10月24日成為最可能的候選日期之一。
2018年10月，考古隊在龐貝一處仍在整修的住宅中牆面發現一則以炭笔書寫的銘文，上書「11月首日之前第16日」，即10月17日。該銘文被認為是由當時從事修繕作業的工人所寫，因為炭筆書寫不具長期保存性，若非近期所留，不太可能保存至火山爆發後。此發現被部分學者視為目前已知最接近爆發時間的直接證據，並被列為「最可能的噴發日期」之一。銘文內容存在不同解釋，可能為：

「10月17日，他過度放縱飲食。」
——XVI (ante) K(alendas) Nov(embres) in[d]ulsit / pro masumis esurit[ioni]
或（較常被接受的詮釋）：
 

「10月17日，他們從油庫中取走了……」
——XVI (ante) K(alendas) Nov(embres) in olearia / proma sumserunt
儘管如此，仍有部分學者對10月24日說法持保留態度，認為現有證據尚不足以推翻傳統的8月24日說。例如炭筆銘文雖標示10月17日，但未明示年份，且龐貝日常生活中的塗寫紀錄亦常缺乏具體年代，因此有可能為數年前所書，僅因保存環境特殊而未被抹除，如諾切拉門墓區中同樣可見的炭筆塗寫所示。
2022年8月，義大利國立地球物理與火山學研究所於《Earth-Science Reviews》期刊發表一項跨領域研究，整合歷史記錄、地層與沉积学、地球物理、古氣候學及數學建模等方法，重建火山爆發歷程。研究亦分析火山灰分布模式與當時秋季風向之間的關聯，發現火山灰可遠飄至希臘等地，進一步支持10月24日為最可能爆發日期。該研究亦重新檢視過去對炭筆銘文年代的質疑，並提供詳細反駁。

## 前兆
在此次火山爆發之前，一次強烈地震曾於西元62年2月5日在拿坡里灣一帶造成廣泛破壞，尤其對龐貝損害嚴重。至火山於西元79年爆發時，城市部分損壞尚未修復。
另一場較小的地震發生於西元64年；此事在蘇埃托尼烏斯於其尼祿傳記中記載， 亦見於塔西佗的《編年史》，因為當時尼祿正在拿坡里首次於公共劇場中演出。 蘇埃托尼烏斯記錄指出，皇帝在地震發生時持續演唱至曲終；而塔西佗則提及，劇場在觀眾疏散後不久便倒塌了。
在西元79年火山爆發前四天，當地出現了一連串持續的小規模地震，但當時並未被視為警訊。。居住在維蘇威山周邊的居民早已習慣此地頻繁的微震；據小普林尼的記載，這些地震「並不特別令人驚慌，因為在坎帕尼亞地區非常常見」。

## 火山爆發

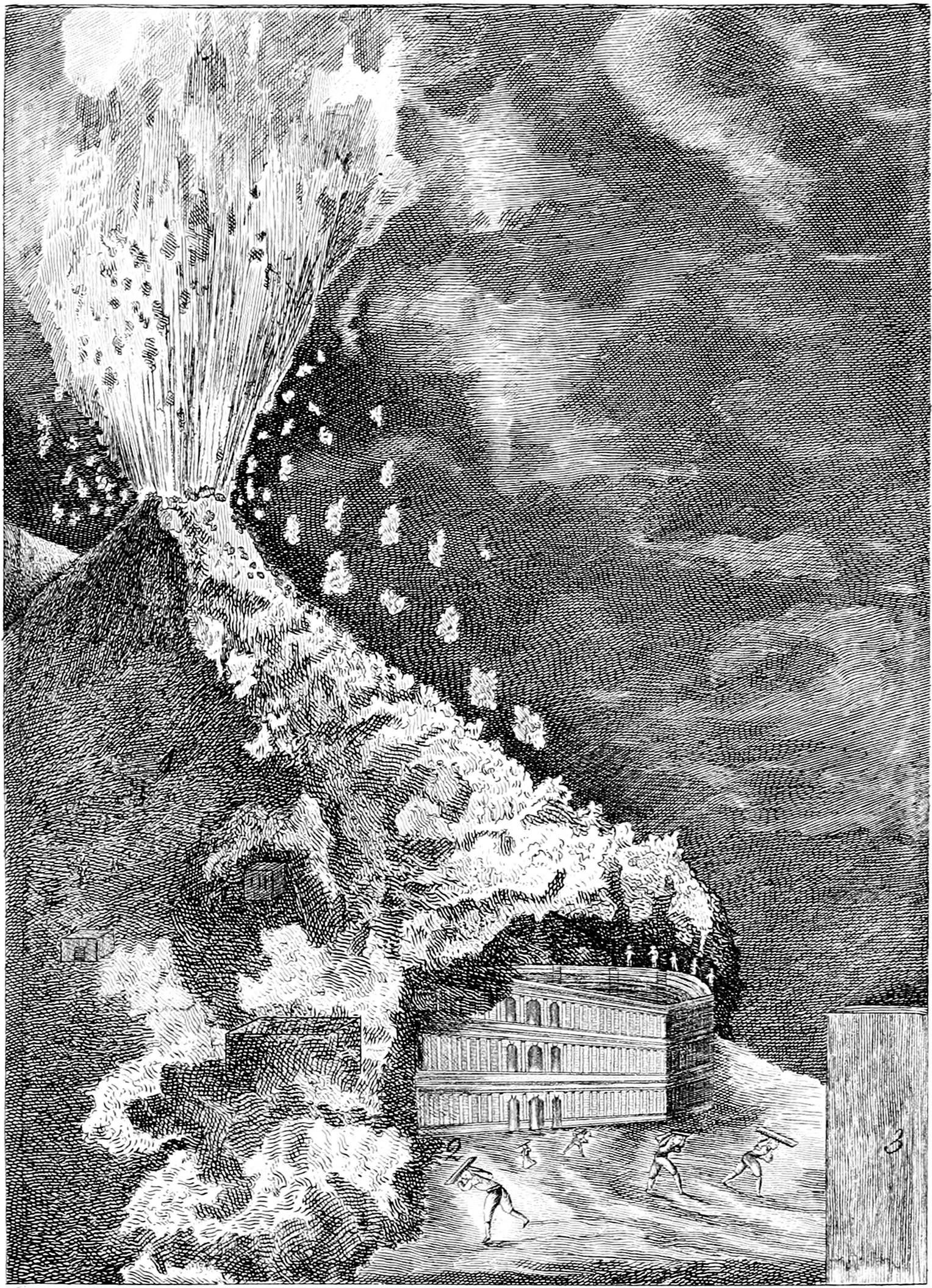
描繪維蘇威火山猛烈噴發的想像畫，收錄於義大利考古學家詹姆斯·卡斯特魯奇於1858年出版之著作中。

對於維蘇威火山爆發的過程及歷史重建，儘管在細節上各說不一，但整體經過大致一致：火山於長期靜止後突然爆發，整體持續時間約為兩天半。期間伴隨劇烈地震、局部海嘯、大量火山灰與浮石降雨，以及火山碎屑流等多重災害。
約在當地時間下午1時，維蘇威火山猛烈噴發。爆發初期主要噴出大量浮岩，即由氣體充盈並迅速冷卻的火山岩。此外，火山亦拋擲出來自地層深處的火成岩碎塊廣泛分布於周邊地區。龐貝在爆發初期即遭受嚴重衝擊，不少建築因浮石堆積過重導致屋頂倒塌，形成第一波傷亡。儘管居民展開逃難與救援，仍有許多人受困於坍塌建築中。考古證據顯示，多數遺骸位於浮石層之上，說明罹難者多在火山碎屑流來襲前仍嘗試逃生，卻最終被隨後降下的火山灰層掩埋。據地質調查，火山碎屑沉積範圍覆蓋數百平方公里。現代火山學家推估，此次噴發柱高度可達23至27公里，足以將火山氣體與灰塵推送至平流層，對區域氣候造成短期影響。
約在當日晚間或翌日清晨，爆發進入第二階段，火山碎屑流自火山口沿山坡高速湧出。 這些碎屑流以每小時數百公里的速度前進，具有極高溫度與密度，足以摧毀建築、焚燒物體並導致大量窒息死亡。同時，爆發期間也伴隨連續地震與一場規模有限的海嘯，進一步加劇建築倒塌與人員傷亡。
不同城市所遭受的災害性質顯著不同。龐貝與史塔比亞在初期即遭遇火山礫、火山灰與浮石長時間降雨，歷時約18至20小時，僅間或有短暫停歇。這些短暫的「平靜」往往誤導居民認為危機已過，使其返回城內尋找親人或財物，卻反而陷入更大的險境。與此相對，赫庫蘭尼姆在爆發初期幾乎未受灰燼影響，直至爆發約12小時後才遭數波火山碎屑流襲擊。由於這些碎屑流熱能極高、來勢極快，曾一度有說法認為全城居民已提前撤離。然而，1980年代的考古發掘顯示，大量居民實際在火山碎屑流中喪生。露天處的人體可能在瞬間高溫下氣化，而避難於封閉空間者則留下明顯遺骸，死亡雖迅速卻極為慘烈。
綜合研究顯示，此次火山爆發共釋出約4.3立方公里的火山物質。所釋放之熱能估計約為100兆噸TNT當量，相當於約6,000枚小男孩原子彈原子彈的總和，亦為沙皇炸彈能量的兩倍。

卡尔·布留洛夫《庞贝城的末日》，聖彼得堡俄羅斯博物館典藏
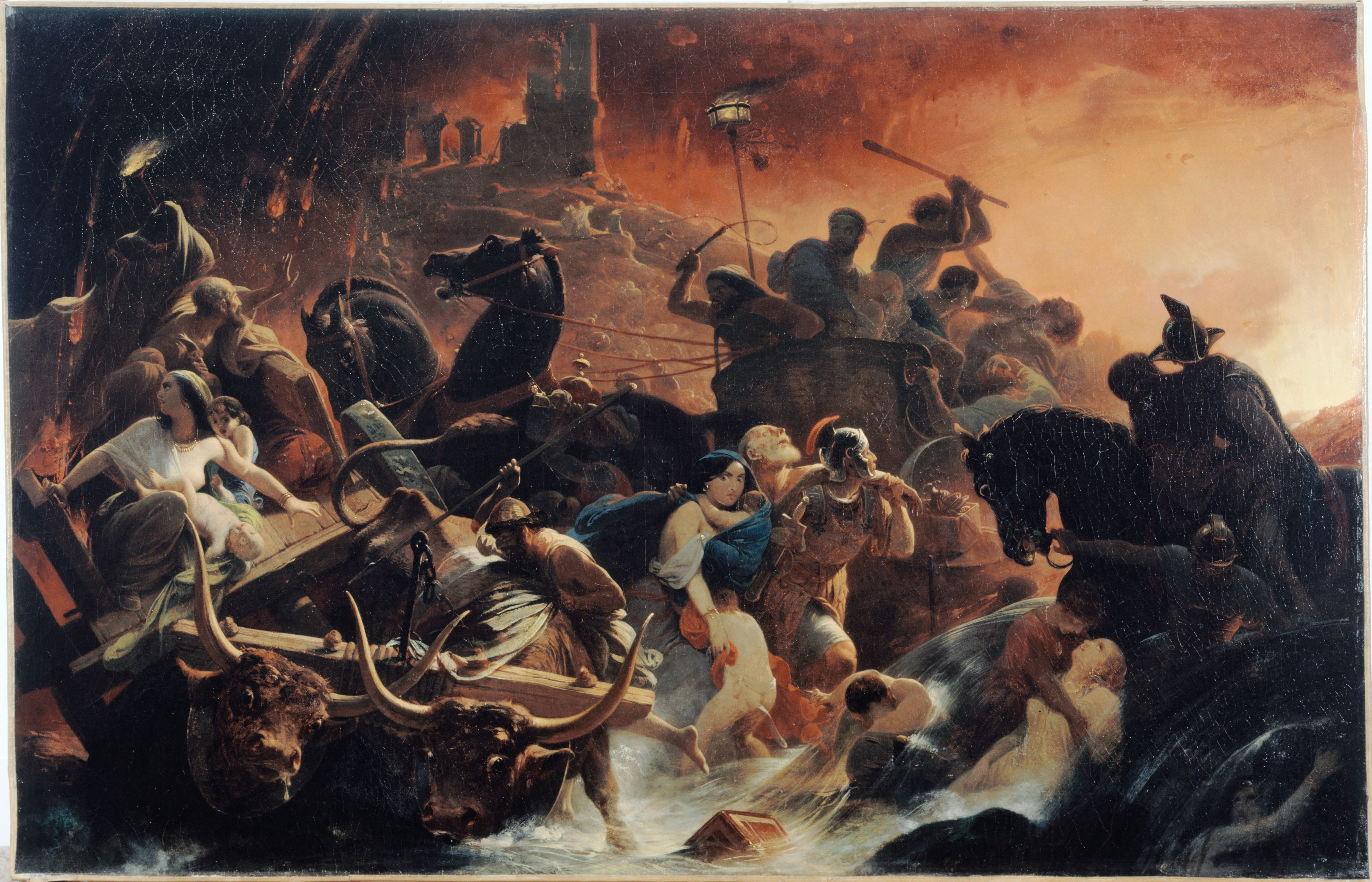
亨利·弗雷德里克·肖邦（英语：Henri_Frédéric_Schopin）《龐貝的最後一天》，法國小皇宮典藏
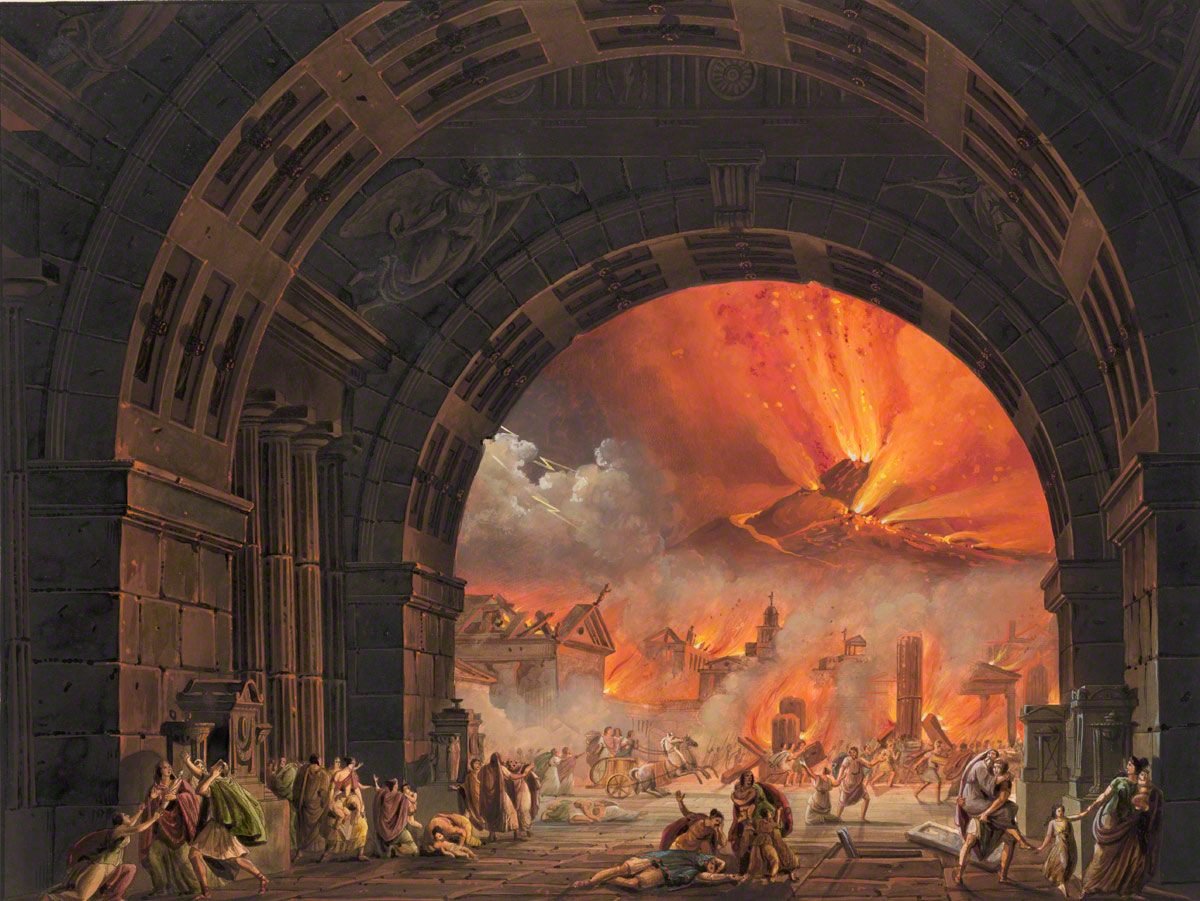
亞歷山德羅·桑基里科（英语：Allesandro Sanquirico）為帕西尼歌劇《龐貝的最後一刻》(L'ultimo giorno di Pompei) 中為維蘇威火山噴發設計的佈景，斯卡拉歌劇院1827年製作
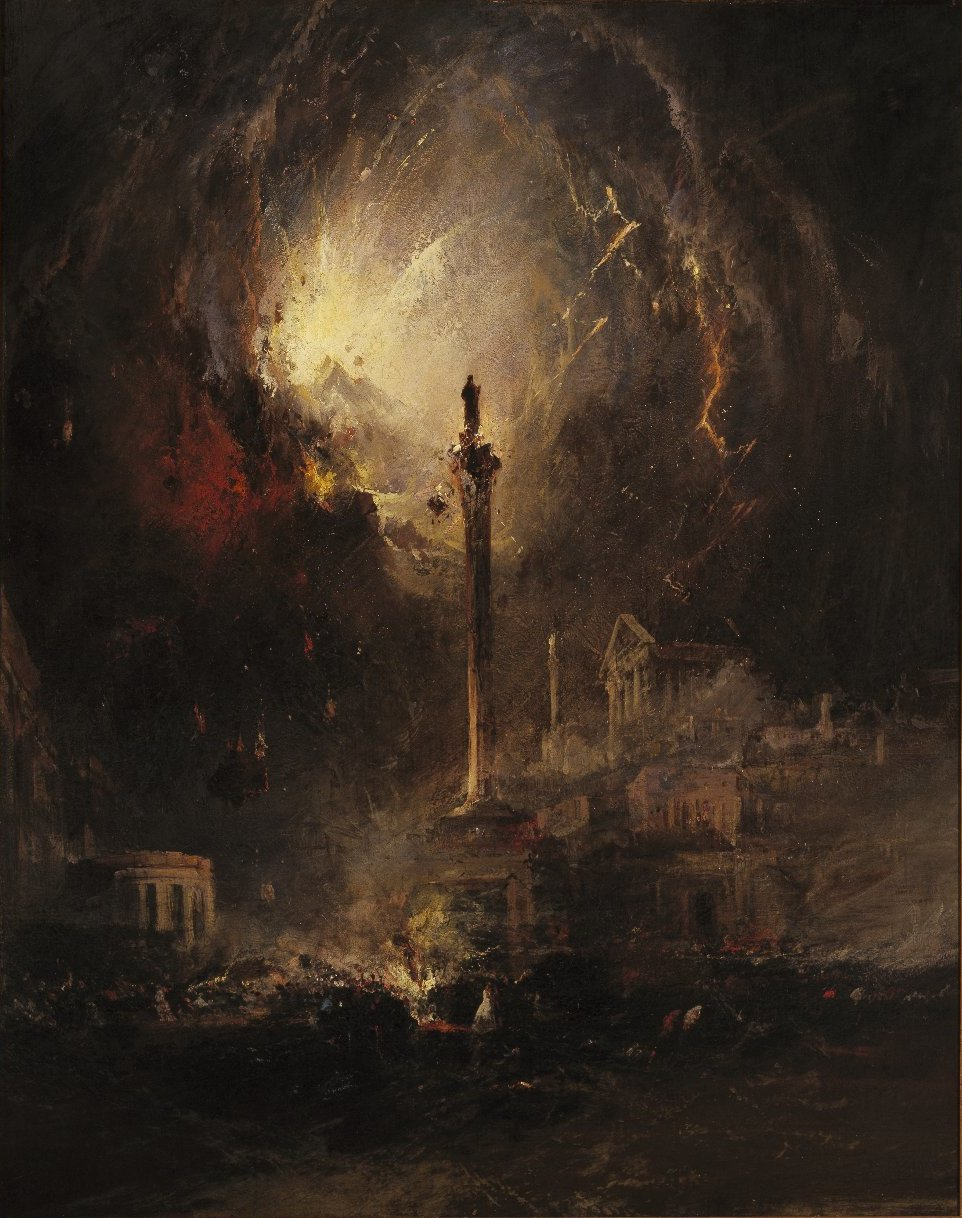
詹姆斯·漢密爾頓 (James Hamilton)

### 地層學研究
根據哈拉爾杜爾·西居爾松、卡什達勒與羅伯特·斯帕克斯的挖掘與調查報告，於1982年發表了一項詳細的火山灰層地層學研究。他們認為這次爆發可分為兩個階段：普林尼式火山噴發、佩雷式火山噴發，其中兩者交替出現，共六次。
第一個普林尼式爆發階段噴出一根由火山碎屑與高溫氣體組成的高柱，柱高介於15 km（9 mi）至30 km（19 mi）之間，直達平流層。這個階段持續約18至20小時，浮石與火山灰被拋向龐貝方向，在南方形成一層約2.8米（9英尺）的堆積物。當時一場地震導致龐貝城建築倒塌。
隨後進入的佩雷式爆發階段產生由熔岩碎屑與高溫氣體組成的火山碎屑湧流，最遠抵達西側的米塞諾。湧流主要集中於火山南部與東南方向，其中兩波湧流吞噬了龐貝，造成約1.8--deep（6-英尺）的火山碎屑沉積層，焚毀建築並使仍留在城內的生物窒息死亡。赫庫蘭尼姆、龐貝與奧普隆蒂斯首當其衝，最終全數被厚重的火山碎屑堆積物掩埋，這些堆積物主要由粉碎的浮石與熔岩碎片構成，最大厚度可達20米（70英尺）。科學家普遍認為，第四與第五波火山碎屑湧流摧毀並最終埋沒了龐貝。這些湧流可在沉積層中透過沙丘狀與交錯層理等特徵辨識出來，這些構造並非由單純的火山灰落塵所形成，而是火山碎屑高速流動時所造成的沉積結果。
這場爆發被認為主要屬於准岩浆型火山喷发，即由海水滲入地殼深處裂縫，與高溫岩漿接觸後產生蒸氣所釋放的能量所驅動的爆炸。

### 爆炸時間點
在2002年的一篇文章中，西爾茲松與凱西詳細整理了迄今為止維蘇威火山噴發的發掘與地層資料，並提出了新的詮釋。根據他們的研究，噴發初期產生了一個高達15至30公里的垂直火山柱。在西北風的吹拂下，火山灰與浮石如雨般落向東南方的龐貝，卻未波及位於上風處的赫庫蘭尼姆。 並指出火山柱的變化動力主要來自岩漿中氣體的釋放，而噴發末期的活動則可能與淺層岩漿與滲入火山體內部的地下水反應有關。
在垂直火山柱形成期間，每秒約有20萬噸岩漿碎屑以平均 300 公尺的速度噴出，其所釋放的能量相當於5萬枚廣島原子彈。當火山柱中的氣體濃度升高到無法支撐岩漿碎屑的程度時，火山柱便會坍塌，形成火山碎屑密流，這些密流最終抵達赫庫蘭尼姆，但尚未蔓延至龐貝。隨後的爆炸重新建立起火山柱。根據文中所述，第4次與第5次的火山碎屑密流最終摧毀了龐貝古。
這類火山碎屑密流的痕跡可以透過沙丘狀地形和斜向沉積層來識別，這些特徵與單純的火山降灰堆積有所不同。
此外該文指出，首次火山灰降雨應源於清晨時發生的一場低強度爆炸，因其規模有限未能自米塞諾目擊，導致當地居民未能即時察覺。這也解釋了小普林尼與信使抵達時間之間的矛盾：雖然騎馬必須繞行整個那不勒斯灣才能抵達小普林尼的別墅，但來自雷克蒂納的信使卻能在噴發發生後不久即趕到現場，若非早在爆發初期即出發，這幾乎是不可能的。

## 目擊
關於此次火山爆發的唯一目擊記錄，來自小普林尼撰寫的兩封書信。小普林尼在火山爆發時年僅17歲。這兩封信約在事件發生25年後寫成，收件人為歷史學家塔西佗。值得注意的是，信中並未明確提及龐貝城。
爆發當時，小普林尼身處拿坡里灣對岸、距離火山約29公里的米塞諾。他在信中描述爆發當天早晨情況如常，並記錄了火山活動最初的觀察。其叔父老普林尼亦在場，得知災情後隨即率領艦隊前往營救一位友人。小普林尼本人則婉拒同行。第一封信主要敘述了他從見證者處得知的叔父行動與最後下落。 第二封信則詳細記錄了老普林尼離開後，小普林尼本人所經歷與觀察到的情況。

### 小普林尼
小普林尼描述自己目睹一團異常濃密的雲霧自山頂迅速升起：
我無法向你更準確地描述其外觀，只能說它像一棵松樹，直直升起形成高聳的樹幹，然後在頂端像枝椏般擴展開來。[…] 雲朵時而明亮，時而黑暗斑駁，這取決於其中是否混雜了更多土壤與火山渣。
火山爆發與隨後傳來的海上求援訊息，促使老普林尼下令展開救援行動，並親自率隊出航。小普林尼則選擇留在米塞諾，嘗試維持日常生活，繼續學習與沐浴。不久，一場地震在夜間驚醒他與母親，兩人被迫撤至庭院避難。黎明前又發生一次地震，使當地村民紛紛逃離聚落。第三次震動期間，小普林尼觀察到「海水似乎倒流回自己身上，自岸邊退卻」，被視為海嘯跡象，但目前尚無證據顯示該地區曾遭受嚴重海浪破壞。
清晨，一道黑雲遮蔽日光，伴隨閃光現象，小普林尼將其形容為閃電，但範圍更為廣闊。濃雲覆蓋了米塞努姆角以及灣對岸的卡普里島（即卡普拉亞島），引發居民恐慌，紛紛沿路遠離海岸。小普林尼的母親請求兒子拋下自己逃命，因她年邁體胖，行動困難；但小普林尼堅持與母親同行，握緊她的手逃離災區。其後，火山灰開始降落，小普林尼必須不時抖落積灰，以免被埋。傍晚時分，降灰暫歇，陽光微弱穿透雲層，他與母親遂返回住所，等待老普林尼的消息。他在信中將火山灰比作「雪毯」。儘管當地受到地震與可能的海嘯影響，但住宅並未遭到毀損，仍可繼續使用。
到了第二天傍晚，爆發對米塞諾的影響已停止，只剩空中瀰漫的薄霧，遮蔽陽光。小普林尼寫道：
維蘇威火山上數處冒出熊熊火焰，在夜色襯托下顯得更加明亮清晰……彼時天下已然黎明，唯有那裡仍籠罩著比最漆黑的夜還要深沉的黑暗。

### 老普林尼
小普林尼的叔父老普林尼當時擔任駐紮米塞諾的羅馬海軍艦隊司令。當他觀察到火山爆發現象後，決定親自乘坐輕舟前往靠近災區調查。正當船隊準備啟航之際，一名信使自他位於火山山腳海岸的朋友雷克蒂納（Rectina，巴蘇斯之妻）處前來，表示他們僅能經由海路撤離，懇求援助。
老普林尼隨即下令出動艦隊的戰艦執行沿岸疏散行動，他本人則繼續駕駛輕舟前往雷克蒂娜所在地區。 船隊橫越海灣，卻在對岸淺水處遭遇大量火山噴發物，包括火山熱渣、浮石與岩石。舵手建議撤退，但老普林尼回應「幸運眷顧勇者，並下令繼續前往斯塔比亞（距離龐貝城約4.5公里），當地的元老院議員龐波尼亞努斯亦正準備撤離。
雖然龐波尼亞努斯已將財物裝船，準備逃離，但老普林尼所搭船隨風迅速抵達的順風，卻使其他人無法逆風出航。 當晚，老普林尼與隨行者在當地建築內過夜，期間觀察到火山山上多處出現火光，原以為是村落起火。後因強烈搖晃，不得不撤出屋內。
當時老普林尼小睡並鼾聲大作，眾人將其喚醒，並為他綁上枕頭以防墜石，準備前往戶外避難。他們再度前往海灘，但風向仍不利航行。老普林尼坐在帆布上，體力不支，即使有人協助亦無法起身。其同伴最終選擇放棄由海路撤離，轉而徒步逃生。
目前最廣泛接受的推論為：老普林尼當時已倒地死亡，致使他人被迫棄其而去。但古代作家蘇埃托尼烏斯另有記載，稱他命令僕人殺死自己以避免被烈焰吞噬；然而該僕人如何倖存，仍不明朗。小普林尼的信中並未提及此說。在致塔西佗的信中，小普林尼推測叔父可能因肺部虛弱，無法抵抗瀰漫於空氣中的有毒硫磺氣體而死。 然而考慮到斯塔比亞距維蘇威火山口約16 km（9.9 mi）（即今斯塔比亞海堡所在地），且老普林尼的隨行者未見中毒跡象，更可能的死因包括心臟病發、中風或氣喘發作，特別是考量其身形肥胖。
老普林尼的遺體於隔日火山雲霧散去後被發現，身上無明顯外傷。

## 傷亡

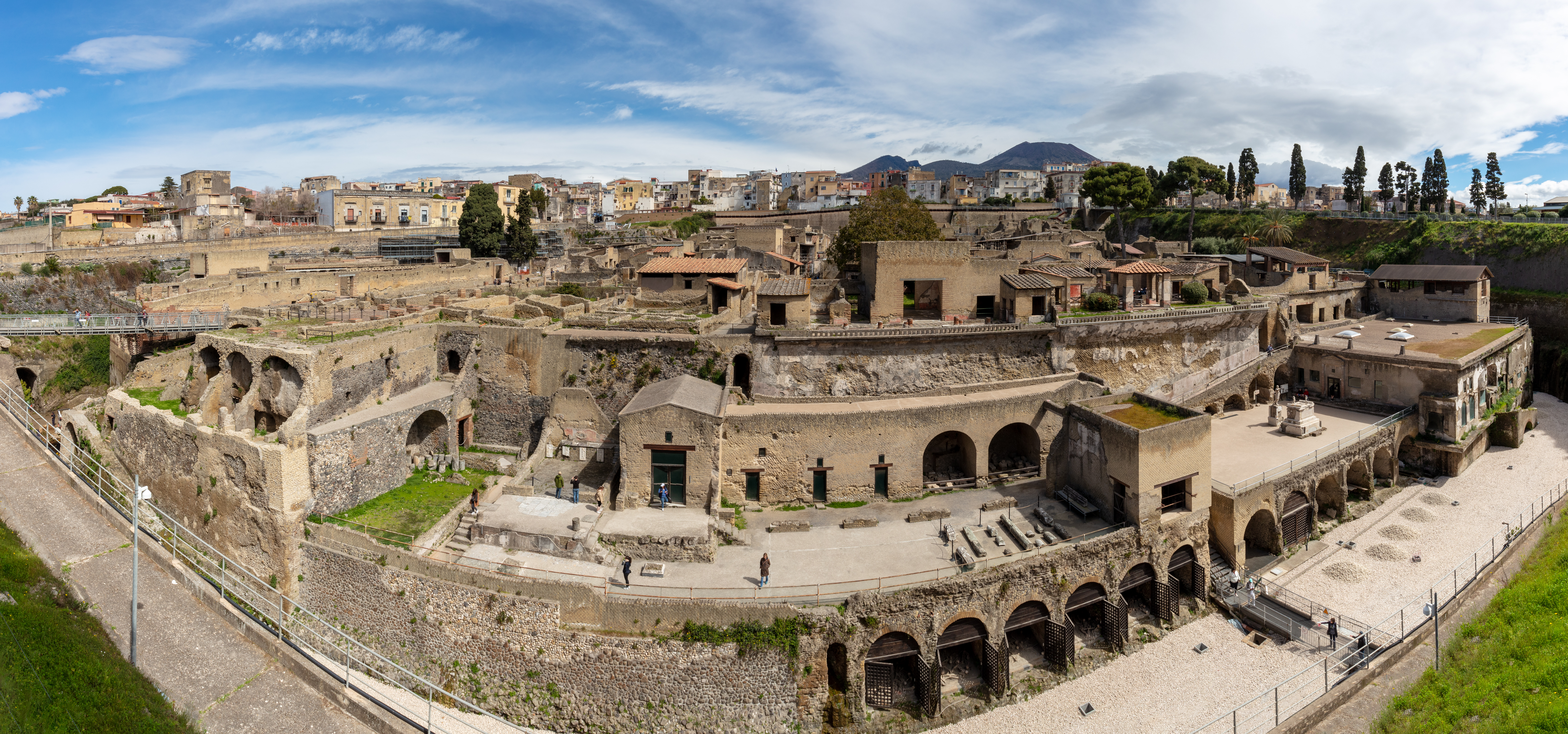
當前的赫库兰尼姆古城

除了老普林尼外，已知名字的其他罹難者包括希律王朝公主德魯西拉及其兒子亞格立帕（Agrippa），此子為她與羅馬總督安东尼乌斯·费利克斯婚姻所生。，其餘據信在此災難身亡人士包含羅馬元老院議員龐波尼亞努斯、商人奧路斯·翁布里修斯·斯考魯斯、商人阿萊烏斯·尼吉迪烏斯·邁烏斯及詩人凱修斯·巴蘇斯由於過去數年頻繁的地震反覆損壞富裕貴族的別墅，許多富裕家庭選擇搬遷到地震較少發生的地區，並將原有財產出售給新興階層，這些買主多半是透過貿易、農業或其他或多或少合法的方式積累財富的被釋放奴隸。
估計龐貝和赫庫蘭尼姆地區在火海中喪生居民約為3,000人，截至2003年，龐貝及其周邊地區已發現約1,044具由火山灰凝聚的人體軀殼，另有約100具散落的骨骸。 在赫庫蘭尼姆則發現約332具遺體，其中約300具是在1980年於拱形地窖中發掘出土。 不過，確切的死亡總數仍無法確定。
在這1,044具遺體中約有38%發現於火山灰沉積層，且大多數位於建築物內部。 這與過去400年的現代火山爆發案例不同，在爆發性噴發中，火山灰沉降導致的死亡僅佔約4%。這批死者很可能是在建築物中避難時不幸遇難。其餘約62%的遺體則發現於火山碎屑雲衝擊所造成的沉積層中，推測正是這些衝擊導致他們的死亡。起初，調查團隊根據遺體狀態及其衣物輪廓印痕，認為致死原因不太可能是高溫；但後續研究指出，在第四次火山碎屑衝擊中，氣溫一度高達約300°C，足以瞬間致命。 這些遺體的姿態彷彿瞬間凝固，呈現扭曲動作，並非長時間掙扎所致，而是所謂的屍體痙攣，為熱衝擊引發的現象。熱力強烈至器官與血液瞬間汽化，甚至有學者提出，其中一具罹難者的大腦組織被玻璃化。 不過此說亦有學者提出質疑。
赫庫蘭尼姆雖距離火山口較近，因風向影響避開了碎屑雨，但卻被厚達約23公尺的火山碎屑湧流沉積物掩埋。根據海岸邊墓穴中發現的遺骸呈現高溫燒灼跡象，以及多處建築物中燒焦的木材，推測該城大部分已知罹難者死於火山碎屑湧流。這些死者大多是在第一波火山碎屑湧流中因熱衝擊（當時溫度約在300至500°C之間）而喪生，並非因碳化死亡；不過部分遺體在隨後更高溫的火山碎屑湧流中被部分碳化。遺體顯示出痛苦掙扎的跡象，表明死者並非瞬間死亡。這些墓穴極可能為船庫，其上方支柱用於懸掛船隻，雖未發現船隻，但可能是部分居民在災難初期逃生時使用。遺骸密集分布於墓穴內，每平方米約有三具。

## 後續

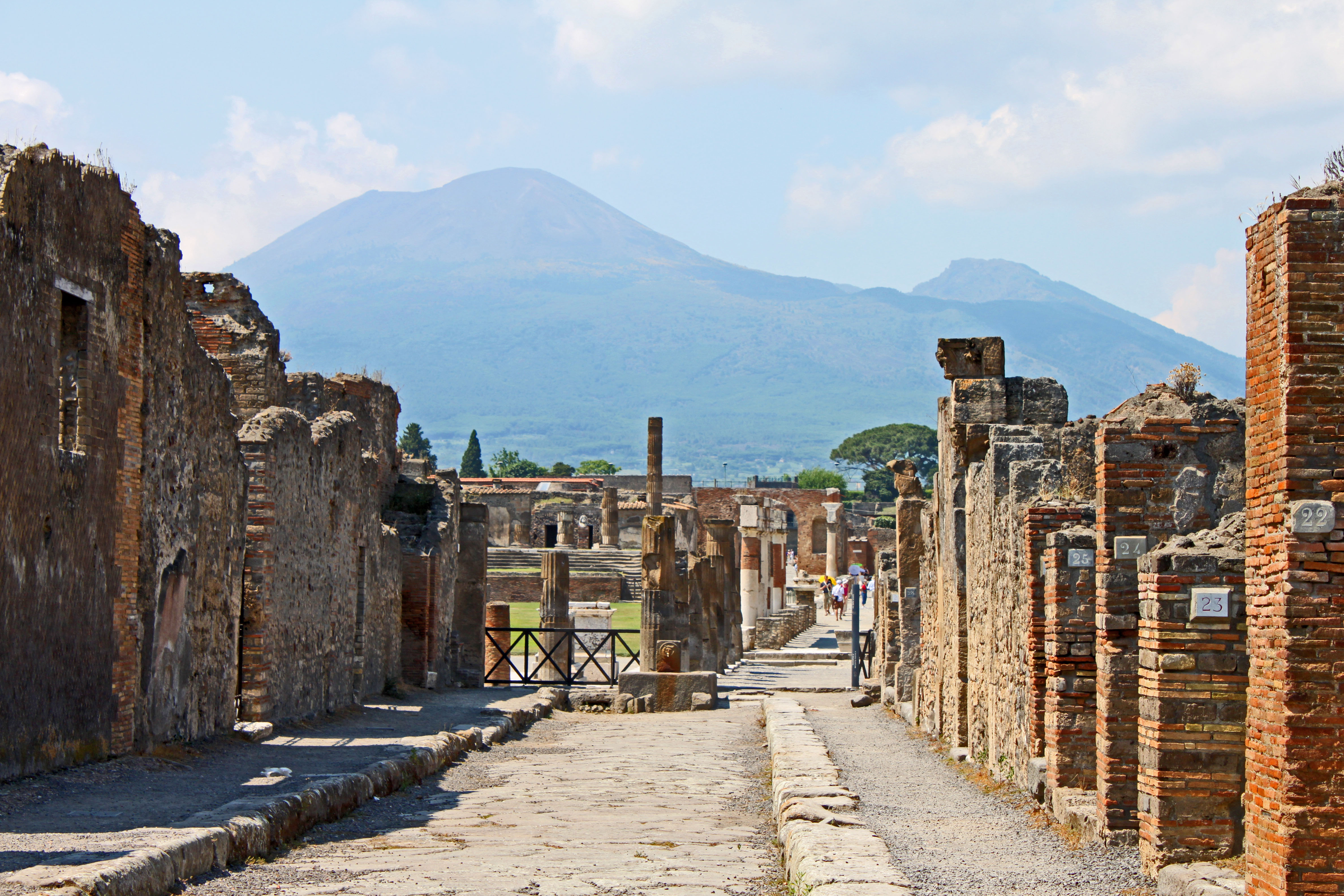
當前的龐貝城與背景中高聳的維蘇威火山。

火山噴發後，維蘇威火山的地貌出現顯著變化。原先平坦的山頂不復存在，取而代之的是一座由火山碎屑與熔岩堆積而成的圓錐形新火山體，並不斷噴發濃密蒸汽。此新火山體的形成部分突破了原始火山口約四分之三的周緣。噴發後，原火山的遺構被命名為索馬山，而新形成的火山錐即為今日所稱的維蘇威火山主峰。索瑪山與新火山錐之間形成了明顯的馬蹄形火山口結構。
火山爆發同時摧毀了原本覆蓋火山口內部的森林、葡萄園與植被，使原本生機盎然的山體轉為焦黑荒蕪的景象，這種轉變也反映於古羅馬詩人的作品中。例如马提亚尔在其詩作《武藝集》第四卷第44首中，便記錄了維蘇威火山噴發前後的對比：
這是維蘇威：曾是葡萄園綠意盎然之地，滿盈酒桶的葡萄生長於此；

巴克科斯喜愛此地的跳躍與歡愉。

 這座山峰比尼薩更為壯麗，曾是薩堤爾跳舞之所；

 這是斯巴达人所珍愛之山，亦為维纳斯與赫拉克勒斯的聖地。

 如今，一切淹沒於火焰與悲痛的火山礫中；

 神明亦不願讓凡人於此擁有過大的權勢。

而詩人斯塔提乌斯則在其《詩集》中提及這場災難：
後人真會相信，他們腳下曾是一座座城市與居民的家園，祖先的鄉村如今早已沉沒？
西元79年以后，維蘇威火山進入多次活躍期與靜止期交替的週期。在西元472年，火山再次噴發，所釋出的火山灰遠飄至歐洲其他地區，甚至引發君士坦丁堡）居民的恐慌。同一時期，東地中海也發生了一場以安提阿為震中的強烈地震，可能與火山活動有關聯。西元1036年，維蘇威出現首次明確紀錄的熔岩流噴發，標誌著火山活動性質的轉變。在此之前，火山爆發以火山碎屑物質為主，而此次事件則首見熔岩流大量釋出。據記載，此次爆發不僅發生於山頂火山口，也波及山腰地區，熾熱的火山灰甚至流入大海，導致海岸線外推約600公尺。
自1036年至16世紀間，維蘇威火山共記錄五次噴發，最後一次（約1500年）僅見於單一歷史文獻記載。此後火山進入長達約130年的沉寂期，期間山體再度覆蓋上花園與葡萄園，火山口亦被灌木與植被所掩蓋。直至17世紀，維蘇威火山重新進入活躍期。主要的噴發事件包括1631年、1861年、1872年、1906年，以及至今最後一次發生於1944年。這些事件中，1631年的爆發規模尤為嚴重，造成數千人死亡，並使火山成為現代歐洲最活躍且最危險的火山之一。

## 註解
1. ↑  按照羅馬人計歲法，出生後的前12個月即算作第一年，因此為第18年

### 書籍
- Sigurðsson, Haraldur. . Jashemski, Wilhelmina Mary Feemster; Meyer, Frederick Gustav  (编). . Cambridge, UK: The Press Syndicate of the University of Cambridge. 2002: 29–36.
- Sigurðsson, Haraldur; Carey, Steven. . Jashemski, Wilhelmina Mary Feemster; Meyer, Frederick Gustav  (编). . Cambridge UK: The Press Syndicate of the University of Cambridge. 2002: 37–64.
- Zanella, E.; Gurioli, L.; Pareschi, M.T.; Lanza, R.  (PDF). Journal of Geophysical Research. 2007, 112 (112): B05214. Bibcode:2007JGRB..112.5214Z. doi:10.1029/2006JB004775.

## 外部連結
- . AD79 Destruction and Rediscovery. Information on the eruption, the locations destroyed, and subsequent rediscovery.
- YouTube上的A Day in Pompeii - Full-length animation 由ZERO ONE和墨爾本博物館在YouTube上製作的示意動畫，展示了火山爆發對龐貝的影響